# Gruppo d'Intervento Giuridico
Il Gruppo d'Intervento Giuridico ODV, anche noto come GrIG, è un'associazione ambientalista riconosciuta dal Ministero dell'ambiente e della tutela del territorio e del mare.

## Storia
Il Gruppo d'Intervento Giuridico onlus è stato fondato a Cagliari su iniziativa di Stefano Deliperi, attivista ambientale e funzionario della Corte dei conti, e Carlo Augusto Melis Costa, avvocato cassazionista e ambientalista, unitamente a diversi cittadini impegnati nella difesa attiva dell'ambiente e dei diritti civili.
Il modello di riferimento è quello degli advocacy groups e, secondo Salvatore Settis, si tratta di uno degli esempi più interessanti in Italia di questa tattica di protesta.
Definiti i «Perry Mason verdi», i membri del GrIG lavorano per la difesa delle coste e dei boschi, il contrasto ai traffici illeciti di rifiuti, la salvaguardia della fauna selvatica, la lotta agli inquinamenti e il diritto all'informazione ambientale.
Tra le varie iniziative, i «nuovi Robin Hood ecologisti» hanno realizzato un sentiero naturalistico e archeologico sulla Sella del Diavolo (Cagliari) e una campagna permanente per la salvaguardia dei Cavallini della Giara. Tengono anche corsi e seminari di diritto ambientale e hanno sedi in diverse regioni italiane.
Il GrIG collabora spesso con altre Istituzioni non governative, come WWF, Lega per l'Abolizione della Caccia, Lega Italiana Protezione Uccelli ed Ente nazionale per la protezione degli animali.
Insieme a molte altre associazioni e gruppi, è da anni impegnata nella difesa delle Alpi Apuane dalle cave di marmo, all'interno dell'ampio movimento denominato No Cav.